# Синдром на Стендал
Синдромът на Стендал или хиперкултуремия е психосоматично разстройство, което причинява сърцебиене, виене на свят, загуба на съзнание, объркване и дори халюцинации, когато дадено лице е изложено на преживяване от голямо лично значение, особено гледане на изкуство. Той не е включен в списъка на Диагностичен и статистически наръчник на психичните разстройства.

## История
Заболяването е кръстенo на френския писател от XIX век Стендал (псевдоним на Анри Мари Бейл), който описва своя опит с това явление по време на неговото посещение на Флоренция през 1817 г. в книгата си Неапол и Флоренция: Пътешествие от Рим до Реджио.
Въпреки че психиатрите отдавна спорят дали синдромът наистина съществува, неговите ефекти върху някои от страдащите са достатъчно сериозни, за да се нуждаят от лечение в болница и дори антидепресанти.